# 533年
| 千纪： | 1千纪                                                                                           |
| 世纪： | 5世纪 \| 6世纪 \| 7世纪                                                                         |
| 年代： | 500年代 \| 510年代 \| 520年代 \| 530年代 \| 540年代 \| 550年代 \| 560年代                       |
| 年份： | 528年 \| 529年 \| 530年 \| 531年 \| 532年 \| 533年 \| 534年 \| 535年 \| 536年 \| 537年 \| 538年 |
| 纪年： | 癸丑年（牛年）；北魏永熙二年；南朝梁中大通五年；高昌章和三年；劉蠡升神嘉九年                    |

## 大事记
- 1月2日——Mercurius成爲教宗若望二世，是第一位即位使用王號的教宗。
- 拜占庭帝國皇帝查士丁尼派遣大使來汪達爾-阿蘭王國，命令蓋利摩恢復希爾德里克的王位，遭到拒絕，於是東羅馬帝國向汪達爾-阿蘭王國宣戰，爆發汪達爾戰爭。
- 9月13日——拜占庭帝國名將貝利撒留在阿德底斯姆戰役擊敗了汪達爾-阿蘭王國蓋利摩的軍隊，隨後佔領了迦太基。